# Tottenham

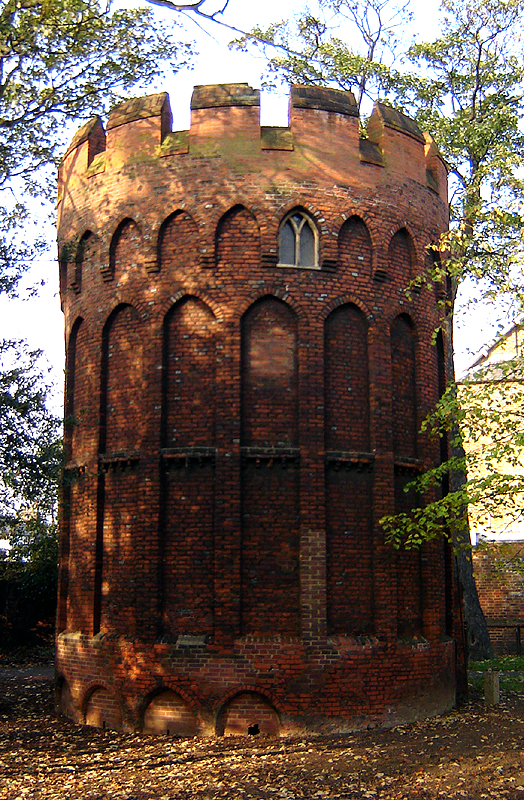
Torre del Bruce Castle.

Tottenham /ˈtɒtnəm/ (localmente /ˈtɒʔnəm/) es un barrio del municipio londinense de Haringey (Reino Unido), situado a 10,6 km al nordeste de Charing Cross.

## Toponimia
Tottenham se cree fue nombrado por Tota, cuya aldea fue mencionada en el Libro Domesday; de allí que la aldea de Tota devino en Tottenham (abreviatura inglesa para Tota's hamlet, La aldea de Tota). Fue registrado en el Libro Domesday como Toteham. {Cita requerida}